# Pierre François Riga
Pour les articles homonymes, voir Riga (homonymie).
Pierre François Riga, né le 21 janvier 1831 à Liège et décédé le 18 janvier 1892 à Schaerbeek, est un violoniste et compositeur belge.
Riga étudie au Conservatoire royal de Bruxelles et est élève de François-Joseph Fétis, Jacques-Nicolas Lemmens et Charles-Louis-Joseph Hanssens.
La commune de Schaerbeek a donné son nom à un square.
Il est inhumé au Cimetière de Bruxelles à Evere.